# Héctor Lucchetti
Alberto Héctor Lucchetti (24 de noviembre de 1900-20 de octubre de 1982) fue un deportista argentino que compitió en esgrima, especialista en la modalidad de florete.
Participó en dos Juegos Olímpicos de Verano en los años 1928 y 1936, obteniendo una medalla de bronce en Ámsterdam 1928 en la prueba por equipos junto a su hermano Luis Lucchetti, Roberto Larraz, Raúl Anganuzzi y Carmelo Camet (suplente). Recibió el Diploma al Mérito en los Premios Kónex de 1980.
Es bisabuelo de Stéfano Luchetti, también esgrimista argentino.

## Palmarés internacional
| Juegos Olímpicos | Juegos Olímpicos         | Juegos Olímpicos  | Juegos Olímpicos    |
| Año              | Lugar                    | Medalla           | Prueba              |
| ---------------- | ------------------------ | ----------------- | ------------------- |
| 1928             | Ámsterdam (Países Bajos) | Medalla de bronce | Florete por equipos |